# Andrej Bendtsen
Andrej Bendtsen, né le 17 octobre 1990, est un rameur danois.

## Palmarès

### Championnats du monde
| Discipline           | Chungju 2013 Corée du Sud | Amsterdam 2014 Pays-Bas | Aiguebelette 2015 France |
| -------------------- | ------------------------- | ----------------------- | ------------------------ |
| Deux de couple, pl   | 5eB                       |                         |                          |
| Quatre de couple, pl |                           | 5e                      | Bronze                   |

### Championnats d'Europe
| Discipline         | Séville 2013 Espagne | Belgrade 2014 Serbie | Poznań 2015 Pologne |
| ------------------ | -------------------- | -------------------- | ------------------- |
| Skiff, pl          |                      | 4e                   |                     |
| Deux de couple, pl | 6eB                  |                      |                     |